# KkStB 84
A kkStb 84 sorozat egy szertartályosgőzmozdony-sorozat volt a cs. kir. osztrák Államvasutaknál (k. k.österreichische Staatsbahnen, kkStB), amely mozdonyok eredetileg az Österreichische Lokaleisenbahngesellschafttól (ÖLEG) és a Mährisch-Schlesische Centralbahntól (MSCB) származtak.

## kkStB 84.01-04 (ÖLEG)
Ezt a négy kis szertartályos mozdonyt a Krauss müncheni gyára szállította a Österreichische Lokaleisenbahngesellschaft-nak (ÖLEG) 1883-ban. Ezek belsőkeretes külső vezérlésű mozdonyok voltak. Az ÖLEG  a 301-304 pályaszámokat adott nekik.
Az ÖLEG 1894-es államosítása után a kkStB átszámozta a mozdonyokat 84.01-04 pályaszámokra, ám már 1899-ben eladta őket.

## kkStB 84.41-43 )MSCB)
Ezeket a kétcsatlós mozdonyokat a Floridsdorfi Mozdonygyár építette 1884-ben. Belsőkeretesek és külső vezérlésűek voltak.
A mozdonyoknak az MSCB 30-32 pályaszámokat adott. A kkStB az MSCB 1885-ös államosítása után 84.41-43 pályaszámokat adott nekik. A 84.42-t 1901-ben, a maradék két mozdonyt pedig 1904-ben selejtezték.

## Megjegyzés
1. ↑  A 84.01 előbb Kovásznán üzemelt, majd 1944-ben Csepelre került és Csepel 11 pályaszámot kapott. A 84.02 és 84.03 mozdony pedig a Kőnigshofi Vasmű ipari mozdonya lett. /http://www.pospichal.net/lokstatistik/10840-kkstb84.htm/ Archiválva 2009. május 29-i dátummal a Wayback Machine-ben

## Fordítás
Ez a szócikk részben vagy egészben  a   kkStB 84 című német Wikipédia-szócikk fordításán alapul.  Az eredeti cikk szerkesztőit annak laptörténete sorolja fel. Ez a jelzés csupán a megfogalmazás eredetét és a szerzői jogokat jelzi, nem szolgál a cikkben szereplő információk forrásmegjelöléseként.